# Soisy-sous-Montmorency
Soisy-sous-Montmorency [swazi su mɔ̃mɔʁɑ̃si] ist eine Gemeinde mit 18.068 Einwohnern (Stand 1. Januar 2022) in der näheren Umgebung der französischen Hauptstadt Paris. Ihre Einwohner und Einwohnerinnen heißen Soiséens bzw. Soiséennes. Soisy-sous-Montmorency gehört zum Kanton Montmorency.

## Geografie
Soisy liegt nordnordöstlich des Stadtzentrums von Paris, in einer Entfernung von rund 15 km Luftlinie. Die Stadt liegt eingebettet im Tal von Montmorency. Südlich angrenzend liegt der See von Enghien. Im Norden liegen Hügel und der Wald von Montmorency.
Nachbargemeinden von Soisy sind Andilly, Eaubonne, Enghien-les-Bains, Montmorency und Saint-Gratien.

## Geschichte
Aus dem Jahr 1110 ist eine Schenkungsurkunde des Adelsherren von Montmorency (Seigneur de Montmorency) überliefert. In dieser Urkunde wird die Pfarrgemeinde Sosoi der Abtei Saint-Florent de Saumur übereignet. Man nimmt an, dass sich der Name von lateinisch Sosiacus herleitet, was wiederum auf den Namen Sosius zurückzuführen ist. Der Ortsname bedeutet demzufolge Besitz des Sosius oder Ort des Sosius. Der Ort wurde berührt von einer Römerstraße, die einen Teil der wichtigen Verbindung Paris–Rouen darstellte. Weitere Zeugnisse der gallisch-römischen Vergangenheit des Ortes wurden jedoch nicht entdeckt.
Die sanften Hügel am Ort begünstigten den Anbau von Wein und Obstbäumen. Der ebene Talgrund hingegen war sumpfig, so dass sich die Bevölkerung an den Abhängen der Hügel ansiedelte.
Im Mittelalter entstanden verschiedene Lehen in der Gemeinde, darunter eines, das den Ortsnamen trug. Einer dieser Lehnsherren, Jean de Soisy, verkaufte an Ludwig XIII. jenes Gelände in Versailles, auf dem später das berühmte Königsschloss gebaut wurde. Der letzte der Herren von Soisy starb 1703 beim Aufstand der protestantischen Rebellen im Languedoc. Das Kloster Saint-Denis besaß ebenfalls Grund und Boden in Soisy. Ein Ort namens Fosse-aux-moines (Mönchsgraben) ist möglicherweise ein Hinweis auf eine klösterliche Fischzucht.

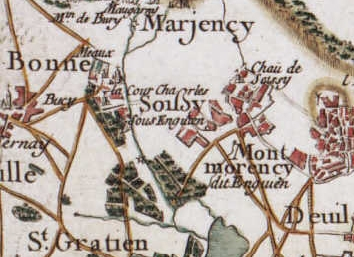
Soisy um 1780 (Karte von Jean Dominique Comte de Cassini)

Im 18. Jahrhundert führte das Wachstum der nahen Großstadt Paris zu einem Aufschwung des Gemüseanbaus am Ort. Villen und Schlösschen von Wohlhabenden entstanden. Im Jahr 1846 wurde die Eisenbahnstrecke von Paris nach Pontoise in Betrieb genommen. Im Jahre 1850 wurde die Gemeinde Enghien-les-Bains gegründet, auf Kosten der Gemeinden von Soisy und Pontoise. Soisy musste einen großen Teil seines Gemeindegebiets und die schwefligen Heilquellen am See von Enghien abtreten. 1860 entstand die bekannte Pferderennbahn von Enghien. Ihr größter Teil befand und befindet sich auf dem Gebiet der Gemeinde Soisy.

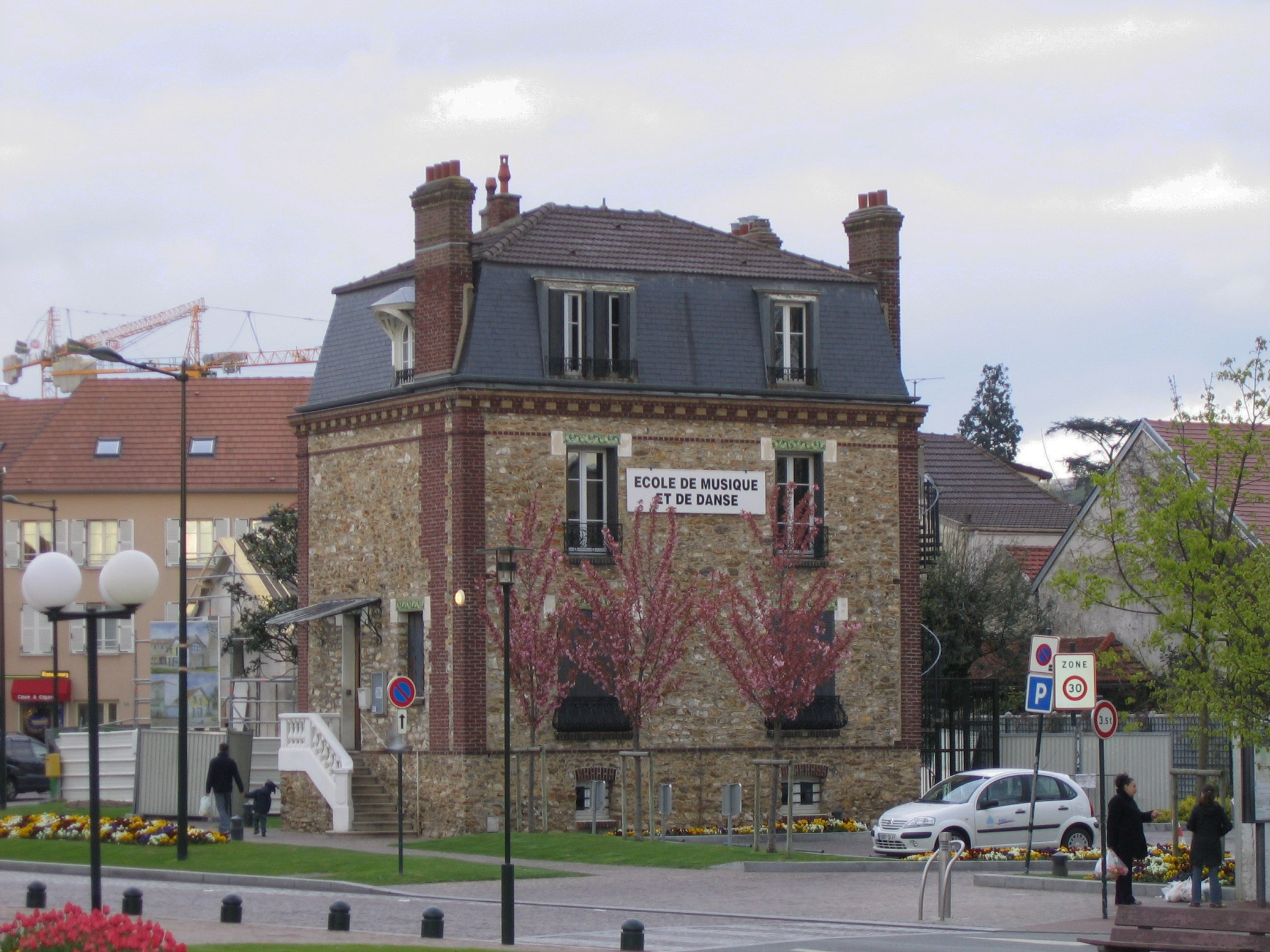
Die Musik- und Tanzschule, ein Haus im typischen alten Baustil der Region

1866 wurde eine weitere Bahnverbindung in Betrieb genommen: Die als Refoulons bekannte Strecke verlief auf einer steilen Trasse von Enghien nach Montmorency, mit Stationen in Soisy und Pointe-Raquet. 1954 wurde diese dampfbetriebene Strecke eingestellt.
Im Zuge der Industrialisierung im 19. Jahrhundert wurden die Gipsvorkommen in den Hügeln am Ort bedeutsam. Die führten zum Entstehen von Gips-Abbaubetrieben und im 20. Jahrhundert auch zum Entstehen einer weiterverarbeitenden Industrie. Auch der Obst- und Gemüseanbau erlebte im 19. Jahrhundert weiteren Aufschwung, zu Lasten des Weinbaus, dessen Anbaufläche zwischen 1780 und 1901 von 54 Hektar auf 10 Hektar schrumpfte.
Ein Gesetz zur Förderung des Wohnungsbaus, das Loi Loucheur, 1921 erlassen vom Minister für Arbeit und Sozialvorsorge, Louis Loucheur, führte zu einem Bauboom und zu weiterem Wachstum der Einwohnerschaft. Bis 1954 wuchs die Stadtbevölkerung auf 7.000 und bis 1964 auf 13.000 Personen an. Auch die gegenüber der Hauptstadt günstigeren Mieten und die schnelle Bahnverbindung nach Paris förderten das Bevölkerungswachstum. Dies ging letztlich zu Lasten des traditionellen Obst-, Garten- und Gemüseanbaus am Ort. Es entstand eine typische Pariser Vorortgemeinde, mit Industriebetrieben wie der Maschinenbaufabrik Rincheval und der Gießerei Bernard und mit Supermärkten und Einkaufszentren.
In jüngerer Vergangenheit wurde das alte Gemeindezentrum, mit den traditionellen landwirtschaftlichen Betrieben, saniert und wiederbelebt.
Anfang Mai 2016 wurde der Bürgermeister der Stadt, Luc Strehaiano, bei einer Auseinandersetzung im Straßenverkehr von einem jugendlichen Motorroller-Fahrer zusammengeschlagen. Der Täter wurde im Schnellverfahren zu 10 Monaten Gefängnis verurteilt.

Kulturzentrum Le Trèfle

2025 wurde das neue Kulturzentrum Le Trèfle eröffnet.

## Bevölkerungsentwicklung
| 1806                                                        | 1881   | 1901   | 1921   | 1936   | 1954   | 1962   | 1968   |
| ----------------------------------------------------------- | ------ | ------ | ------ | ------ | ------ | ------ | ------ |
| 328                                                         | 938    | 1 613  | 2 984  | 5 806  | 7 023  | 11 803 | 14 552 |
| 1975                                                        | 1982   | 1990   | 1999   | 2006   | 2011   | 2016   | 2021   |
| 16 260                                                      | 15 894 | 16 597 | 16 802 | 17 483 | 17 531 | 18 046 | 18 008 |
| 2022                                                        |        |        |        |        |        |        |        |
| 18 068                                                      |        |        |        |        |        |        |        |
| Ab 1962: Bevölkerung abzüglich Einwohner mit Doppelwohnsitz |        |        |        |        |        |        |        |

## Städtepartnerschaften
Soisy ist Partnerstadt der im Großraum Stuttgart gelegenen Stadt Freiberg am Neckar und der nordportugiesischen Stadt Fafe.

## Wirtschaft

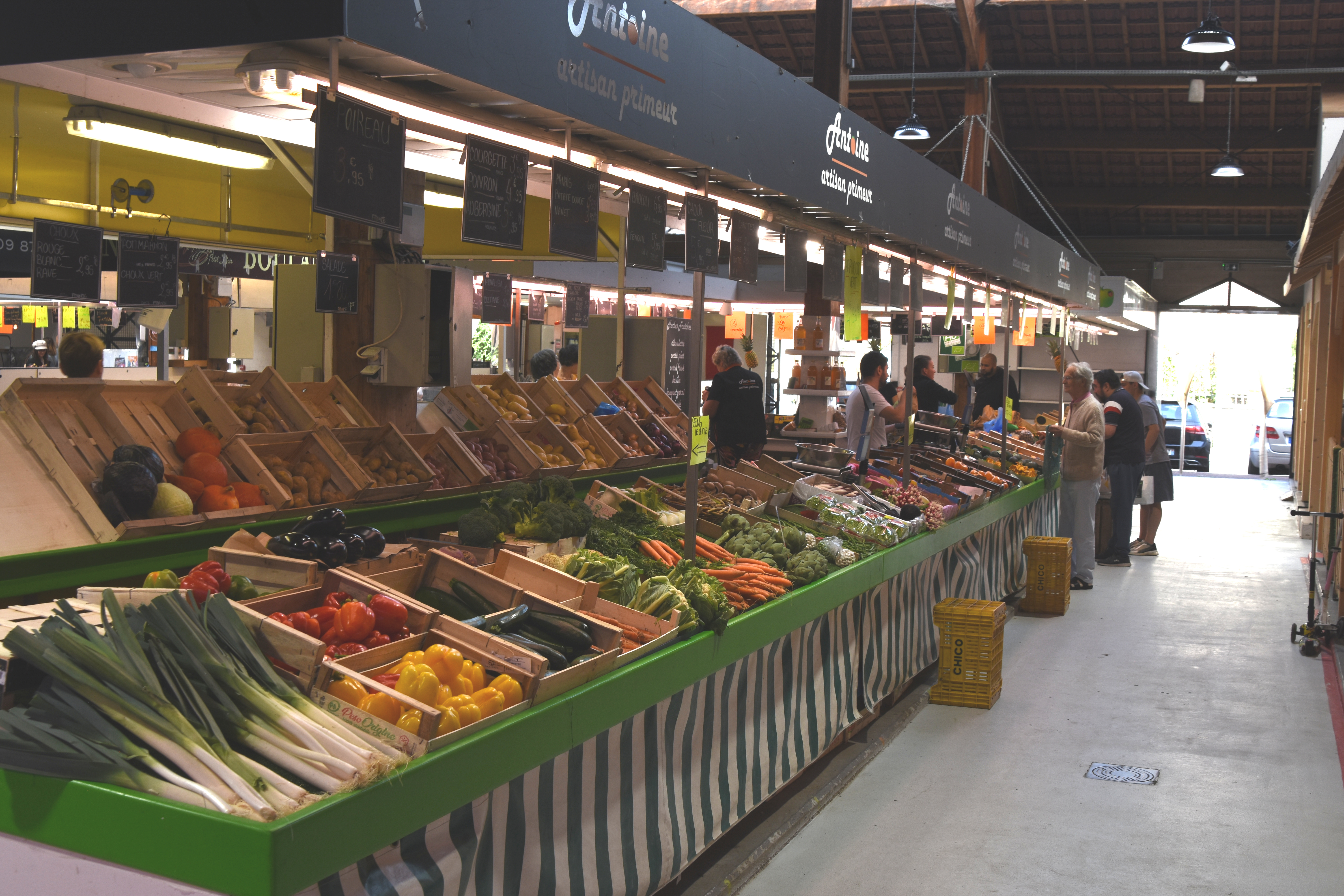
Markthalle

Auf halber Höhe der Hügel des Waldes von Montmorency tritt Gips zu Tage. Es handelt sich um das wichtigste Gipsvorkommen in Europa. Im 19. Jahrhundert entstanden Gips-Steinbrüche und Gipsfabriken. Die Steinbrüche wurden bis Ende des 20. Jahrhunderts ausgebeutet.
Der Gipsbruch Vieujot und die Gipsplattenfabrik Pavé-Saint-Paul nahmen ihren Betrieb 1947 wieder auf. Der Gipsbruch, der auch Trou-du-Loup (Wolfsloch) genannt wurde, wird heute nicht mehr ausgebeutet, aber die Fabrik produziert noch vor Ort, was für die Stadt eine ganze Reihe von Umweltproblemen mit sich bringt.
Die Tiefbaufirma J. Fayolle et Fils, die einen Jahresumsatz von rund 150 Millionen Euro erwirtschaftet (Stand 2005) hat ihren Firmensitz in Soisy.
Das Einkaufszentrum Les deux cèdres befindet sich auf dem Gemeindegebiet an der Grenze zur Gemeinde Eaubonne. Es umfasst einen Supermarkt der Auchan-Kette, einen Bricorama-Baumarkt, einen Gartenmarkt und eine Ladengalerie. In unmittelbarer Nachbarschaft befindet sich ein weiteres, etwas kleineres Einkaufszentrum.

## Verkehr

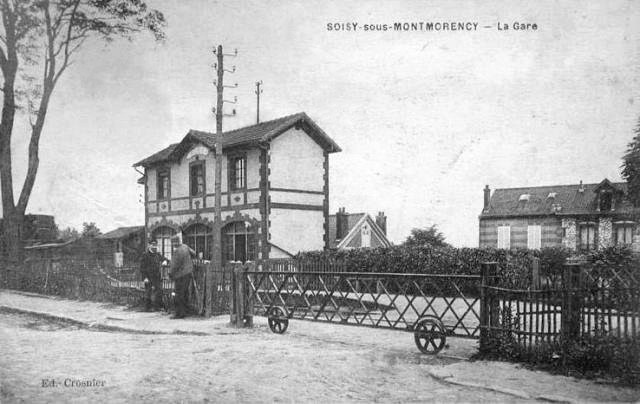
1954 stillgelegter Bahnhof Soisy

Soisy-sous-Montmorency liegt in der Nähe des Bahnhofs Champ de courses d’Enghien – Soisy am Pariser Vorortbahnnetz Transilien. Die Fahrtzeit zum Pariser Gare du Nord beträgt 14 bis 18 Minuten. Von 1871 an hatte der Ort eine Station an der Bahnstrecke Enghien-les-Bains–Montmorency, die ihn seit 1866 querte und 1954 stillgelegt wurde.
Von der Bahnstation aus fahren die Linien 10, 11, 12, 14 et 16 des Valmy-Busnetzes, das von der Gesellschaft TVO (Transports du Val-d’Oise) betrieben wird. Des Weiteren betreibt die Gemeinde einen Minibusdienst, den Soisybus.
Mit dem Auto ist Soisy leicht über die französischen Autobahn A15 zu erreichen, von der sie nur 3 km entfernt liegt. Über den Boulevard intercommunal du Parisis (sic) ist die Hauptstadt binnen 15 Minuten mit dem Auto erreichbar, allerdings nur außerhalb der Stoßzeiten.

## Sehenswürdigkeiten

### Gärten und Parks
Die Gemeinde besitzt zwei große Parks:

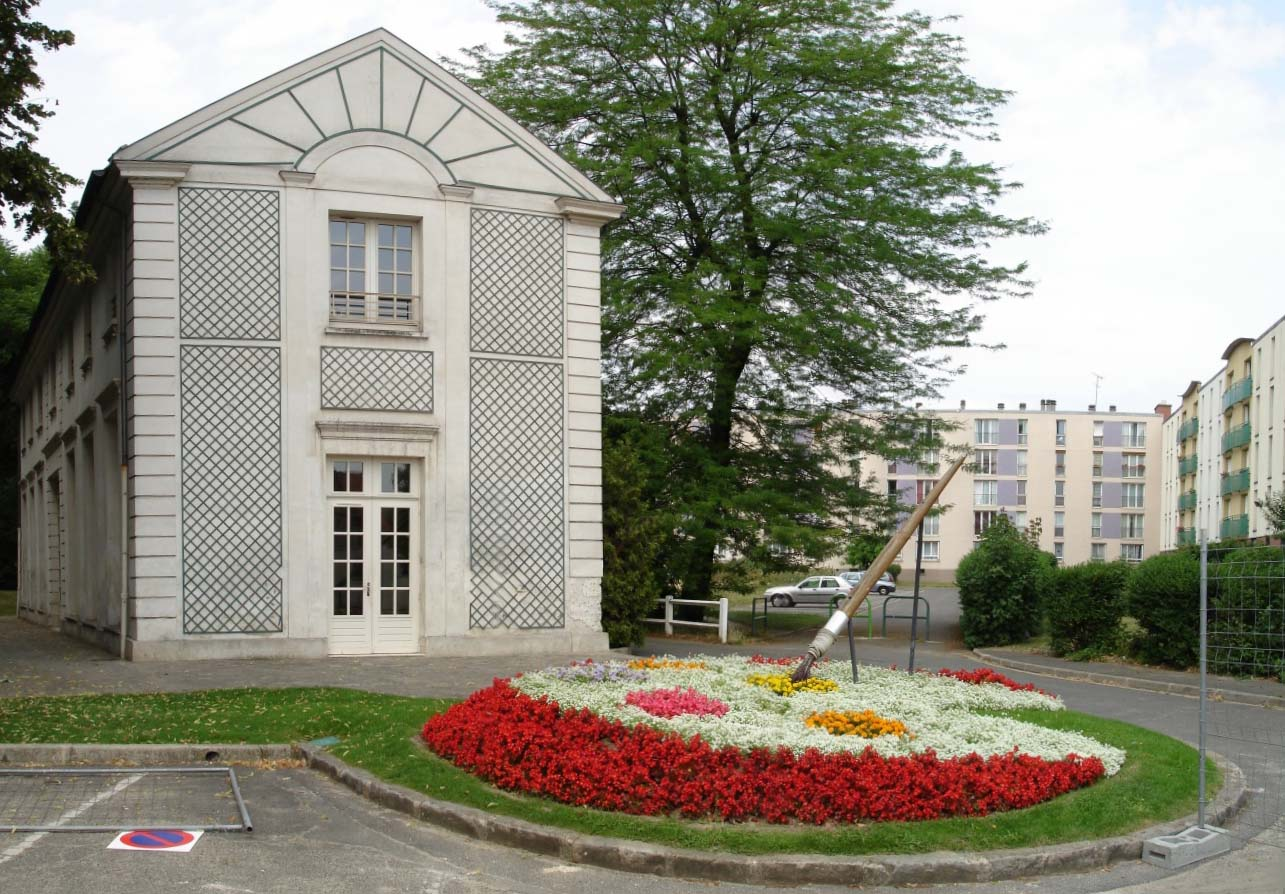
Die Orangerie von Val-Ombreux

- Im parc du Val-Ombreux („Park zum schattigen Tal“) befindet sich eine Orangerie aus dem 18. Jahrhundert. Der Park und die Orangerie sind die einzigen Überbleibsel eines Schlosses aus jener Zeit. Nachdem das Schloss seit langem aufgegeben worden war, wurde es 1983 schließlich abgerissen. Die Orangerie, die sich ebenfalls in verwahrlostem Zustand befunden hatte, wurde hingegen Anfang der 1990er Jahre renoviert und dient seitdem der Gemeinde als Tagungs- und Ausstellungsstätte. Außerdem befindet sich ein großer Kinderspielplatz im Park.

- Der Parc René Bailly befindet sich in der rue du Puits-Grenet.

Daneben unterhält die Gemeinde eine ganze Reihe weiterer Grün- und Blumenflächen. 17 städtische Gärtner sind damit beschäftigt, die insgesamt 23 Hektar Grünfläche und die 63 Blumenflächen zu unterhalten. In den Frühlings- und Sommermonaten erstrahlt die Stadt im Blumenglanz: Soisy wirbt für sich als ville fleurie („blühende Stadt“) und konnte beim Concours des villes et villages fleuris („Wettbewerb der blühenden Städte und Dörfer“) schon mehrere Auszeichnungen erringen.

### Gebäude

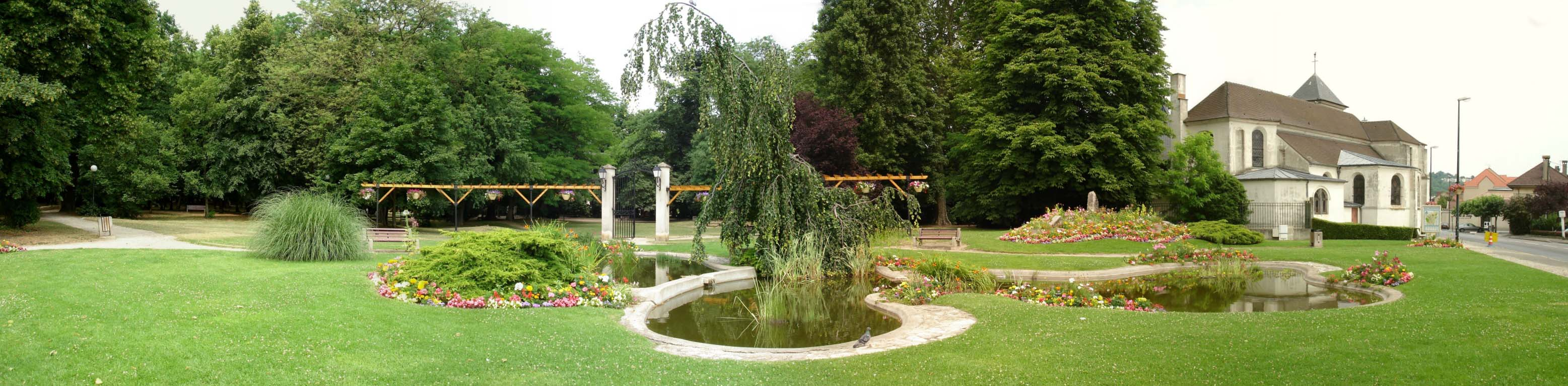
Die Kirche Saint-Germain und der Parc du Val-Ombreux

Die Kirche Saint-Germain wurde vor 1624 erbaut und 1757 im klassizistischen Stil erneuert. Bereits 1270 findet sich jedoch schon eine Erwähnung einer Kapelle am gleichen Ort. Das Chorgestühl aus dem 16. Jahrhundert wurde 1914 als nationales historisches Monument eingestuft. Der Kirchturm ist das einzige Überbleibsel eines Vorgängerbaus von 1536. Der Friedhof, der die Kirche ursprünglich umgab, wurde 1850 aufgelassen. 1968 wurde die Kirche durch eine moderne Erweiterung vergrößert.

### Sportstätten

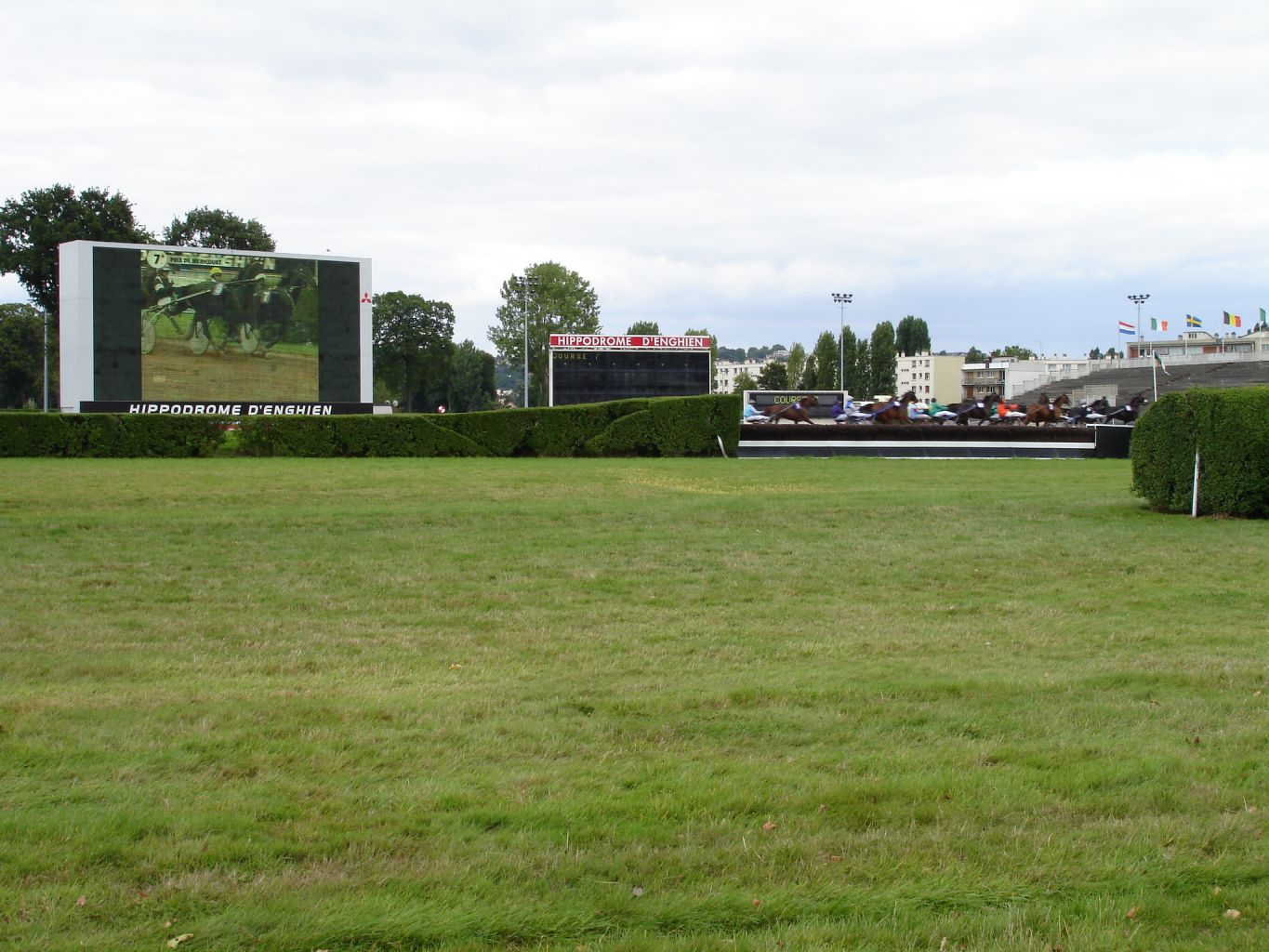
Pferderennbahn von Enghien-Soisy

- Von den 44 Hektar Fläche der Pferderennbahn Champ de Courses d’Enghien-Soisy liegen 96 % auf dem Gebiet der Gemeinde Soisy. 4 % liegen auf dem Gebiet von Eaubonne. Trotzdem trägt die Rennbahn den Namen des berühmteren Nachbar- und Kurortes Enghien. Pferdesport wird an diesem Ort seit 1860 betrieben, doch erst 1879 fand die offizielle Eröffnung als Hippodrom statt. 1922 wurde eine feste Rennpiste errichtet. Während der beiden Weltkriege war die Rennbahn geschlossen. Die Rennen werden von der führenden französischen Wettgesellschaft Pari mutuel urbain für Pferdewetten genutzt. Seit 1997 wird sie von der Gesellschaft Société d’Encouragement du Cheval Français bewirtschaftet. Die Bahn ist auf Trab- und Hindernisrennen spezialisiert. 1986 wurde sie renoviert und mit einer Flutlichtanlage ausgestattet. Ihren heutigen offiziellen Namen hippodrome d’Enghien-Soisy trägt sie seit 1999. Jedes Jahr im April findet dort der Prix de l’Atlantique statt.

- Außerdem gibt es noch das Stade Albert Schweitzer die Heimstätte des FC Soisy-Andilly-Margency.

## Persönlichkeiten

### Söhne und Töchter der Gemeinde
- Aristide Briand (1862–1932), Diplomat und Friedenspolitiker
- Ida Presti (1924–1967), Gitarristin
- Georges Delerue (1925–1992), Filmkomponist
- Alexandre Lagoya (1929–1999), Gitarrist
- Édith Girard (1949–2014), Architektin
- Michel Dach (* 1950), Sprinter
- Adrian Mannarino (* 1988), Tennisspieler
- Alexandre Bremer (* 1992), Eishockeyspieler
- Devis Epassy (* 1993), kamerunischer Fußballspieler
- Alan Virginius (* 2003), Fußballspieler

### Menschen, die in der Gemeinde gewirkt haben
- Pierre Mesnel (1897–1945), Autorennfahrer (geboren in Soisy)
- Christian Noyer (* 1950), Jurist, Finanzfachmann und Staatsbeamter (geboren in Soisy)
- Emmanuel Renaut (* 1968), Koch (geboren in Soisy)
- Louis Saha (* 1978), Fußballspieler (FC Soisy-Andilly-Margency)
- Ludwig Briand (* 1981), Schauspieler (geboren in Soisy)
- Roxane Fournier (* 1991), Radsportlerin (geboren in Soisy)
- Thibault Rossard (* 1993), Volleyballspieler (geboren in Soisy)